# I-D magazine
i-D — культовый британский журнал, посвященный авангардной моде, музыке, искусству и молодежной культурe.

## История
i-D был основан дизайнером и бывшим арт-директором Vogue Терри Джонсом в 1980 году. Первый выпуск был опубликован в виде любительского издания (фэнзина), сшитого вручную, с текстом, набранным на машинке и был посвящен уличному стилю панк-эпохи в Лондоне. C тех пор он утвердился как один из самых известных влиятельных и современных модных журналов. Называемый Библией уличной моды, он ворвался наполненный креативным, творческим контентом от ведущих мировых стилистов, провокационными размышлениями писателей и работами авторитетных фотографов.
I-D быстро завоевал свои позиции в авангардной моде и стиле, придерживаясь главного правила — не подражать. По прошествии многих лет любительский журнал о лондонских панках превратился в зрелое глянцевое издание, главным вектором которого все так же является уличный стиль и молодежная культура. Сам журнал позиционирует себя, как площадку для экспериментов. I-D — это издание «постоянно открывающее себя», которое предназначено, чтобы вдохновлять, пробуждать и воспламенять воображение читателей. Журнал продолжает поощрять творчество, поэтому даже по прошествии 35-ти лет существования, его редакционному содержанию удается удивлять.
В 1984 году Тони Эллиот из Time Out стал партнером издательства с 51 % акций компании. Терри Джонс оставался главным редактором и креативным директором, но так же участвовал и в других коммерческих проектах. В 2004 году Джонс, вместе со своей женой Тришей, восстановил полный контроль над компанией.
Осень 2023 года было объявлено о прекращении выпуска печатных изданий i-D. В сентябре 2024 года стало известно, что журнал i-D возвращается в печать.

## Редакция
Редакторами i-D были:
- Терри Джонс (1980-наст. вр.)
- Дилан Джонс (1986—1988)
- Кэрин Франклин (1986—1988)
- Аликс Шаркей (1988—1989)
- Джон Годфри (1988—1990)
- Мэттью Коллин (1991—1994)
- Аврил Мэйр (1994—2005)
- Гленн Уолдрон (2005—2006)
- Бэн Рирдон (2006—2010)
- Холли Шэклетон (2010-наст. вр.)

## The Straight-Up
Журнал изобрел документальный стиль используемый в стрит-стайл фотографиях, который называется «The Straight-Up». В 1977 году, вдохновленный серией социальных документальных портретов Августа Зандера, Терри Джонс заказал британскому фотографу Стиву Джонстону сфотографировать представителей панк- и нью-вейв- культуры, найденных на просторах британских улиц, в полный рост напротив обычной белой стены на Кингс-роуд. Эти фотографии предназначались для британского Vogue, где Терри Джонс тогда работал арт-директором. Однако, снимки были признаны слишком революционными, так что Джонс поместил изображения в свою книгу под названием «Not Another Punk Book». Стиль «The Straight-Up» стал визитной карточкой журнала i-D и установился в качестве образца документальной стрит-стайл съемки.

## Vice Media и i-D
VICE-media объединились с британским модным журналом i-D в декабре 2012 года.

«Vice очень взволнован работой с ребятами в журнале i-D, это одно из немногих модных изданий в мире, которое мы на самом деле уважаем», заявил президент Vice Эндрю Крейтон.
Основатель журнала Терри Джонс прокомментировал объединение с Vice, как «начало новой невероятно захватывающей главы в истории i-D».

«Работа с Vice — это партнерство с компанией, которая знает, как расшириться от печатного издания к цифровым технологиям умным способом.»
 В 2013 году журнал заявил о перезапуске своего сайта, сделав упор на видео.С приходом Vice, способ подачи информации кардинально изменился, печатное издание никуда не исчезло, но содержание журнала в основном стало подаваться в цифровом формате, увеличилось количество онлайн материалов и видео-контента. I-D заново изобретает модные фильмы через акцент на истории, событиях и персонажах. Смешивание лучшего из современной культуры — моды и кино, музыки и спорта — короткометражные фильмы, эпизодические серии и документальные фильмы, которые показывают удивительный мир супермоделей и дизайнеров, как никогда раньше.

## Критика
Джек Мосс, журналистка из Лондона, в своей статье «Куда исчезли все критики?..» назвала i-D необъективным и нечестным в отношении индустрии моды.

Мода — это большой бизнес, который как фильмы или спектакли, зависит от мнения потребителей. Если i-D magazine называет любое модное шоу удивительным, то как мы должны понять, во что мы должны инвестировать наши деньги?
По ее словам, положительные отзывы об этой индустрии обесцениваются и больше ничего не значат. Потребитель хочет честности. Это не означает, что критика моды обязательно должна быть отрицательной, но она должна научиться быть более правдивой. Может ли модная индустрия действительно продвинуться вперед в своей перспективе, если она никогда не оспаривается?

## Интересные факты

Логотип i-D обозначает подмигивающий смайл

- Подмигивание и улыбка на каждой обложке — графическое изображение логотипа журнала — стали неотъемлемой частью I-D. Более 300 представителей моды и элиты, такие как Мадонна, Том Форд, Бьорк, Тильда Суинтон, Дрю Бэрримор, Наоми Кэмпбелл и Кейт Мосс, снялись для обложек i-D, подмигивая или закрывая правый глаз.Логотип i-D обозначает подмигивающий смайл i-D известен своей инновационной фотографией и типографией и является площадкой для новых талантов. Здесь начинал свою карьеру знаменитый фотограф Юрген Теллер. Кроме него для i-D работали Терри Ричардсон, Ник Найт, Эллен фон Унверт, и многие другие[2].
- Благодаря легенде о смайлике, обложка i-D стала отдельным событием. Каждый номер выходит с несколькими ее вариантами. В 2010 году в честь тридцатилетия журнала вышла книга «i-D covers 1980—2010», где Терри Джонс собрал все самые лучшие обложки с даты основания до 2010 года[12][13].
- Джон Гальяно, Александр Маккуин, Канье Уэст, Раф Симонс, Лили Коул и Хлоя Севиньи — в числе тех, кто впервые появился на страницах журнала i-D.
- i-D провел множество выставок по всему миру и опубликовал несколько книг.